# 데라르투 툴루
데라르투 툴루(암하라어: ደራርቱ ቱሉ, 1972년 3월 21일 ~ )는 에티오피아의 여성 장거리 육상 선수이다.
오로모족의 일원으로 아르시 주의 고지대 베코지에서 태어났다. 올림픽 금메달을 획득한 첫 아프리카 여성 선수들 중의 하나로 1992년 바르셀로나 올림픽에서 10,000m 금메달 획득이 그녀의 경력을 시작하였다. 1993년과 1994년 무릎 부상으로 육상을 떠났다가, 1995년에 복귀하여 국제 아마추어 육상 연맹이 주최한 세계 크로스컨트리 선수권 대회에서 금메달을 획득하였다. 같은 해 예테보리에서 열린 세계 육상 선수권 대회에서 페르난다 리베이루에게 밀려 10,000m 2위를 하였다.
1996년은 툴루에게 어려운 해였다. 그해에 열린 세계 크로스컨트리 선수권 대회에서 자신의 운동화를 잃어버리다가, 4위 쟁탈을 위해 다시 싸웠다. 애틀랜타 올림픽에서 10,000m 4위를 하는 데 그쳤다.
1997년 세계 크로스컨트리 선수권 대회 2연승을 하였으나, 세계 육상 선수권 대회에서는 10,000m를 계승하지 않았다.
2000년 육상에 복귀한 툴루는 시드니 올림픽에서 8년 만에 10,000m 2연승을 하였으며, 세계 크로스컨트리 선수권 대회 3연승을 하기도 했다. 2001년 세계 육상 선수권 대회에서도 10,000m 타이틀을 석권하였다.
그녀의 마라톤으로 변천은 2001년 런던과 도쿄 마라톤에서 우승과 함께 보답되었다. 2005년 세계 육상 선수권 대회에서는 개인 전력 2시간 23.30초와 함께 4위를 하였다. 그녀는 2회의 포르투갈 절반 마라톤(2000, 2003)과 1회의 리스본 절반 마라톤(2003)을 우승하였고, 37세의 나이로 뉴욕 마라톤을 우승하기도 하였다.
2004년 뉴욕 마라톤 입장을 거부하는 대신, 아테네 올림픽 참가에 열중하여 10,000m 동메달을 획득하였다.